# Coupe de Corée du Sud de football 2019
Navigation
Coupe de Corée du Sud 2018 Coupe de Corée du Sud 2020
La coupe de Corée du Sud de football 2019 est la 24e édition de la Coupe de Corée du Sud, compétition à élimination directe mettant aux prises des clubs de football amateurs et professionnels affiliés à la Fédération de Corée du Sud de football, qui l'organise. Elle est parrainée par KEB Hana Bank, et est connue sous le nom de KEB Hana Bank FA Cup. Elle commence le 9 mars et se termine le 10 novembre 2016. Le vainqueur de la compétition(L'Équipe licensé par AFC seulement) est qualifié pour l'édition suivante de la Ligue des champions de l'AFC. 

## Résultats

### Premier tour
Les matches du premier tour se sont tenus les 9 et 10 mars 2016.
| Division              | Club                      | Score           | Club                    | Division              |
| --------------------- | ------------------------- | --------------- | ----------------------- | --------------------- |
| U-League (université) | Université de Hong-ik     | 0-1             | Université de Dongguk   | U-League (université) |
| Amateur               | Jungnang Chorus Mustang   | 0-1             | SMC Engineering         | Amateur               |
| U-League (université) | Université de Honam       | 2-0             | Byeoksan Players        | Amateur               |
| U-League (université) | Université d'Ajou         | 3-0             | Yangju Citizen          | K3 (D4)               |
| Amateur               | Hôpital Chrêtien de Mokpo | 1-0             | Pyeongchang FC          | K3 (D4)               |
| U-League (université) | Gimhae Collège            | 7-0             | Ansan gakgol            | Amateur               |
| K3 (D4)               | Goyang Citizen            | 2-3             | Séoul United            | K3 (D4)               |
| U-League (université) | Université de Sangji      | 2-1             | Université de Chodang   | U-League (université) |
| U-League (université) | Université de Jeonju      | 3-1             | Université de Kwangwoon | U-League (université) |
| U-League (université) | Université de Kyung Hee   | 2-1             | Gwangju Bukgu Marines   | Amateur               |
| Amateur               | Dongducheon One Team      | 1-3             | Dong-woo                | Amateur               |
| K3 (D4)               | Ulsan Citizen             | 0-0ap 4 - 5 tab | Université d'Yonsei     | U-League (université) |
| U-League (université) | Université de Paichai     | 1-3             | Yeoju Sejong            | Amateur               |
| K3 (D4)               | Jeonju CItizen            | 2-1             | Université de Dongshin  | U-League (université) |
| K3 (D4)               | Yong-in Citizen           | 0-2             | Université de Gwangju   | U-League (université) |
| Amateur               | Songwol                   | 1-3             | Université de Dong-eui  | U-League (université) |
| Amateur               | Daedeok Winnerstar        | 0-1             | Andong Science Collège  | U-League (université) |

### Deuxième tour
Les matches du deuxième tour se sont tenus les 14, 15 et 16 mars 2016.
| Division              | Club                              | Score           | Club                           | Division              |
| --------------------- | --------------------------------- | --------------- | ------------------------------ | --------------------- |
| Amateur               | SMC Engineering                   | 1-3             | Université d'Yong-in           | U-League (université) |
| U-League (université) | Université d'Ulsan                | 0-3             | Yangpyeong FC                  | K3 (D4)               |
| U-League (université) | Université Catholique de Kwandong | 0-1             | Université de Jeonju           | U-League (université) |
| Amateur               | Yeoju Sejong                      | 0-2             | Andong Science Collège         | U-League (université) |
| Amateur               | Dong-woo                          | 0-5             | Chungju Citizen                | K3 (D4)               |
| K3 (D4)               | Siheung Citizen                   | 0-1             | Jeonju Citizen                 | K3 (D4)               |
| U-League (université) | Université d'Ajou                 | 1-0             | Université de Cheongju         | U-League (université) |
| U-League (université) | Université d'Yonsei               | 3-1             | Université de Dongguk          | U-League (université) |
| K3 (D4)               | Séoul United                      | 1-3ap           | Université de Soongsil         | U-League (université) |
| Amateur               | Hôpital Chrêtien de Mokpo         | 1-6             | Hwaseong FC                    | K3 (D4)               |
| U-League (université) | Université de Chung-ang           | 0-3             | Cheongju FC                    | K3 (D4)               |
| K3 (D4)               | Pyeongtaek Citizen                | 1-1ap 4 - 5 tab | Université de Honam            | U-League (université) |
| U-League (université) | Université de Sangji              | 1-1ap 3 - 5 tab | Université de Dankook          | U-League (université) |
| U-League (université) | Université de Kyung-Hee           | 0-1ap           | Université Nationale d'Incheon | U-League (université) |
| U-League (université) | Gimhae Collège                    | 1-2             | Université d'Yeungnam          | U-League (université) |
| U-League (université) | Université de Gwangju             | 1-3             | Paju Citizen                   | K3 (D4)               |
| U-League (université) | Université de Hanyang             | 3-2             | Université de Dong-eui         | U-League (université) |

### Troisième tour
Les matches du troisième tour se sont tenus les 26 et 27 mars 2016.
| Division              | Club                   | Score           | Club                           | Division              |
| --------------------- | ---------------------- | --------------- | ------------------------------ | --------------------- |
| K3 (D4)               | Yangpyeong FC          | 0-0ap 5 - 4 tab | Asan Mugunghwa FC              | K League 2 (D2)       |
| K League 2 (D2)       | Busan IPark            | 0-1             | FC Mairie de Cheonan           | K3 (D4)               |
| K League 2 (D2)       | Gwangju FC             | 1-0             | Jeonnam Dragons                | K League 2 (D2)       |
| K3 (D4)               | Gimpo Citizen          | 4-0             | Université d'Yonsei            | U-League (université) |
| U-League (université) | Université de Soongsil | 0-0ap 7 - 8 tab | Université d'Yeungnam          | U-League (université) |
| K3 (D4)               | Paju Citizen           | 4-0             | Université d'Ajou              | U-League (université) |
| U-League (université) | Andong Science Collège | 2-2ap 4 - 3 tab | Université d'Yong-in           | U-League (université) |
| K3 (D4)               | Jeonju Citizen         | 0-1             | Mairie de Mokpo                | KNL (D3)              |
| K3 (D4)               | Chungju Citizen        | 0-6             | Suwon FC                       | K League 2 (D2)       |
| KNL (D3)              | Gyeongju KHNP          | 3-2ap           | Busan Transportation S.A. FC   | KNL (D3)              |
| K3 (D4)               | Cheongju FC            | 1-0             | Université Nationale d'Incheon | U-League (université) |
| KNL (D3)              | Daejeon Korail         | 2-1ap           | Université de Jeonju           | U-League (université) |
| U-League (université) | Université de Dankook  | 0-0ap 4 - 3 tab | Daejeon Citizen FC             | K League 2 (D2)       |
| KNL (D3)              | Mairie de Changwon     | 3-0             | Université de Hanyang          | U-League (université) |
| K League 2 (D2)       | FC Anyang              | 5-1             | Icheon Citizen                 | K3 (D4)               |
| K3 (D4)               | Hwaseong FC            | 3-2             | Ansan Greeners FC              | K League 2 (D2)       |
| K3 (D4)               | Pocheon Citizen        | 1-1ap 2 - 1 tab | Gimhae FC                      | K3 (D4)               |
| K3 (D4)               | Gyeongju Citizen       | 0-1ap           | Mairie de Gangneung            | KNL (D3)              |
| K League 2 (D2)       | Bucheon FC 1995        | 1-3ap           | Séoul E-Land FC                | K League 2 (D2)       |
| U-League (université) | Université de Honam    | 1-0             | Chuncheon FC                   | K3 (D4)               |

### Seizièmes de finale
Les matches de seizièmes de finale se sont tenus le 17 avril 2016.
| Division              | Club                    | Score              | Club                   | Division              |
| --------------------- | ----------------------- | ------------------ | ---------------------- | --------------------- |
| K League 2 (D2)       | Gwangju FC              | 2 - 2ap 4 - 3 tab  | Andong Science Collège | U-League (université) |
| K3 (D4)               | FC Mairie de Cheonan    | 1 - 0ap            | FC Mairie de Mokpo     | KNL (D3)              |
| KNL (D3)              | Gyeongju KHNP           | 2 - 1              | Gimpo Citizen          | K3 (D4)               |
| K League 1 (D1)       | Suwon Samsung Bluewings | 1 - 0              | Pohang Steelers        | K League 1 (D1)       |
| K3 (D4)               | Paju Citizen            | 2 - 0              | Université de Dankook  | U-League (université) |
| K League 1 (D1)       | Gangwon FC              | 3 - 2              | FC Séoul               | K League 1 (D1)       |
| KNL (D3)              | Daejeon Korail          | 2 - 0              | Ulsan Hyundai          | K League 1 (D1)       |
| K3 (D4)               | Hwaseong FC             | 5 - 2              | Yangpyeong FC          | K3 (D4)               |
| K League 1 (D1)       | Sangju Sangmu           | 0 - 0ap 10 - 9 tab | Seongnam FC            | K League 1 (D1)       |
| KNL (D3)              | Mairie de Changwon      | 2 - 1              | Université d'Yeungnam  | U-League (université) |
| K League 1 (D1)       | Incheon United          | 0 - 1              | Cheongju FC            | K3 (D4)               |
| KNL (D3)              | Mairie de Gangneung     | 1 - 1ap 2 - 4 tab  | Jeju United            | K League 1 (D1)       |
| K League 2 (D2)       | Suwon FC                | 1 - 2              | Daegu FC               | K League 1 (D1)       |
| K League 1 (D1)       | Jeonbuk Hyundai Motors  | 0 - 1              | FC Anyang              | K League 2 (D2)       |
| K League 1 (D1)       | Gyeongnam FC            | 2 - 1              | Pocheon Citizen        | K3 (D4)               |
| U-League (université) | Université de Honam     | 0 - 1              | Séoul E-Land FC        | K League 2 (D2)       |

### Huitièmes de finale
Les matches de huitièmes de finale se sont tenus le 15 mai 2016.
| Division        | Club                    | Score               | Club               | Division        |
| --------------- | ----------------------- | ------------------- | ------------------ | --------------- |
| K League 1 (D1) | Gangwon FC              | 2 - 0               | Paju Citizen       | K3 (D4)         |
| K League 2 (D2) | FC Anyang               | 1 - 2ap             | Mairie de Changwon | KNL (D3)        |
| KNL (D3)        | Gyeongju KHNP           | 2 - 0               | Cheongju FC        | K3 (D4)         |
| KNL (D3)        | Daejeon Korail          | 2 - 0               | Séoul E-Land FC    | K League 2 (D2) |
| K League 1 (D1) | Sangju Sangmu           | 1 - 1ap 13 - 12 tab | Jeju United        | K League 1 (D1) |
| K League 1 (D1) | Suwon Samsung Bluewings | 3 - 0               | Gwangju FC         | K League 2 (D2) |
| KNL (D3)        | Hwaseong FC             | 2 - 2ap 4 - 3 tab   | Mairie de Cheonan  | KNL (D3)        |
| K League 1 (D1) | Gyeongnam FC            | 2 - 0               | Daegu FC           | K League 1 (D1) |

### Quarts de finale
Les matches de quarts de finale se sont tenus les 2 et 3 juillet 2016.
| Division        | Club                    | Score             | Club          | Division        |
| --------------- | ----------------------- | ----------------- | ------------- | --------------- |
| KNL (D3)        | Mairie de Changwon      | 1 - 2             | Sangju Sangmu | K League 1 (D1) |
| K League 1 (D1) | Gyeongnam FC            | 1 - 2             | Hwaseong FC   | KNL (D3)        |
| K League 1 (D1) | Suwon Samsung Bluewings | 2 - 2ap 3 - 1 tab | Gyeongju KHNP | KNL (D3)        |
| KNL (D3)        | Daejeon Korail          | 2 - 0             | Gangwon FC    | K League 1 (D1) |

### Demi-finales
Les demi-finales aller a lieu le 18 septembre 2019, et les demi-finales retour a lieu le 2 octobre 2019.
| Division | Club              | Aller | Total             | Retour | Club                    | Division        |
| -------- | ----------------- | ----- | ----------------- | ------ | ----------------------- | --------------- |
| KNL (D3) | Daejeon Korail FC | 1 - 1 | 3 - 3ap 2 - 4 tab | 2 - 2  | Sangju Sangmu           | K League 1 (D1) |
| K3 (D4)  | Hwaseong FC       | 1 - 0 | 1 - 3ap           | 0 - 3  | Suwon Samsung Bluewings | K League 1 (D1) |

### Finale
La finale aller a lieu le 6 novembre 2019, et la finale retour a lieu le 10 novembre 2019.
| Division | Club           | Aller            | Total | Retour            | Club                    | Division        |
| -------- | -------------- | ---------------- | ----- | ----------------- | ----------------------- | --------------- |
| KNL (D3) | Daejeon Korail | 6e novembre 2019 |       | 10e novembre 2019 | Suwon Samsung Bluewings | K League 1 (D1) |

## Synthèse

### Équipes par division et par tour
| Divisions / Manches | 1er tour | 2e tour | 3e tour | 1/16e de f. | 1/8e de f. | 1/4 de f. | 1/2 f. | Finale | Vainqueur |
| ------------------- | -------- | ------- | ------- | ----------- | ---------- | --------- | ------ | ------ | --------- |
| K League 1          | -        | -       | -       | 12          | 8          | 7         | 2      | 1      | 1         |
| K League 2          | -        | -       | 11      | 8           | 4          | -         | -      | -      | -         |
| KNL                 | -        | -       | 10      | 5           | 1          | -         | 1      | 1      | -         |
| K3 League           | 8        | 15      | 7       | 3           | 1          | -         | 1      | -      | -         |
| U-League            | 9        | 17      | 12      | 4           | 2          | -         | -      | -      | -         |
| Amateurs            | 11       | 2       | -       | -           | -          | -         | -      | -      | -         |
| Total               | 28       | 34      | 40      | 32          | 16         | 8         | 4      | 2      | 1         |